# Geikiidae
I geikiidi (Geikiidae) sono una famiglia di terapsidi estinti, appartenenti ai dicinodonti. Vissero nel Permiano superiore (circa 260 - 252 milioni di anni fa) e i loro resti fossili sono stati ritrovati in Scozia, Sudafrica e Tanzania.

## Classificazione
La famiglia Geikiidae venne descritta per la prima volta da Franz Nopcsa nel 1923, ma fu solo con una descrizione operata da Friedrich von Huene nel 1948 che il termine Geikiidae venne utilizzato comunemente in ambito scientifico. Von Huene stabilì la famiglia Geikiidae per il solo genere Geikia, allora noto per resti provenienti dalla Scozia. Lo studioso distinse Geikia da tutti gli altri dicinodonti noti a causa della mancanza dell'osso preparietale. La superficie delle ossa, tuttavia, non potevano essere viste con facilità, e quindi questa caratteristica dei geikiidi era incerta. I geikiidi furono originariamente classificati come stretti parenti di Dicynodon e Lystrosaurus, ma le caratteristiche che univano questi dicinodonti sono state in seguito riscontrate in molte altre forme. È probabile che caratteristiche osservabili in Dicynodon e Lystrosaurus, come le orbite separate da un ampio spazio, si siano evolute parallelamente nei geikiidi. Questi ultimi sono considerati parte di un gruppo noto come Cryptodontia, considerato il sister group dei dicinodontoidi (di cui fanno invece parte Dicynodon e Lystrosaurus) e comprendente anche forme come Oudenodon. Dei geikiidi fanno parte i generi Geikia, Aulacephalodon, Pelanomodon, Syops e Bulbasaurus (considerato il più basale).